# مستشفى سانت كريستوفر للأطفال
مستشفى سانت كريستوفر للأطفال هو مستشفى للرعاية الوجيزة للأطفال مكون من 189 سريرو يقع في فيلادلفيا، بنسلفانيا. وهو واحد من أقدم المستشفيات متكاملة الخدمات في الولايات المتحدة، وهو مخصص بالكامل للعناية بالأطفال. وهي تابعة لكل من كلية الطب بجامعة دريكسيل، وكلية الطب بجامعة تيمبل.

## عن المستشفى
في نوفمبر عام 1875 قام الطبيب ويليم بانييت بتأسيس مستشفى سانت كريستوفر كعيادة خيرية لإسعاف الأطفال. وعلى مر السنين تم بناء العديد من المباني قبل أن تتجاوز حدودها، وفي عام 1990 نُقل المستشفى إلى موقعه الحالي في إيري أفينيو وفرونت ستريت. تتضمن المنشأة مستشفى للرعاية الحادة ومبنى للمكاتب الطبية ومركز ومختبر للتدريب والأبحاث.
شغل مستشفى سانت كريستوفر للأطفال العديد من المكاتب التابعة في جميع أنحاء منطقة فيلاديلفيا الكبرى وجنوب نيو جيرسي. وهذا يتضمن مكاتب للرعاية الأولية ومراكز متخصصة لرعاية  الأطفال في ياردلي وبنسلفينيا وشمال شرق فيلاديلفيا وشلالات الشرق وبنسلفينيا وواشنطن وجنوب نيوجيرسي.
وتعد إقامة الأطفال في مستشفى سانت كريستوفرفي المرتبة الأولى. ويستقبل مستشفى سانت كريستوفر للأطفال الآلاف من الطلبات لبرنامج إقامة الأطفال من خلال 300 شخص تم إختيارهم لإجراء مقابلة. ومن هذة المجموعة يختار المستشفى 24 مقيم عبر البرنامج الوطني لمطابقة المقيمين.

## إنجازات تاريخية
1940: إنشاء أول برنامج لعلاج الأطفال بالألعاب في المركز الطبي للأطفال.  
1968: أجرى المستشفي أول عملية قلب مفتوح.
1971: أجرى الجراحون أول عملية لزراعة كلى للأطفال في قرية ديلاوير.
1987: أجريت أول عملية لزراعة الكبد والكلى مشتركة في قرية ديلاوير.
1989: أول مستشفى في العالم يستخدم تهوية سائلة غنية بالأكسجين لمساعدة المواليد الخدج على التنفس.
1990: أول مستشفى في قرية ديلاوير يستخدم رسم الخرائط الكهربائية لإستئصال أورام الدماغ للأطفال.
1993: أجريت عملية زراعة في قرية ديلاوير لرضيع عمره أربعة أيام.
2005: أحتفل مستشفى سانت كريستوفر بمناسبة مرور 130 سنة على تقديمهم للخدمات.
2009: حصل المستشفى على مرتبة ماغنيت من مركز اعتماد الممرضات الأمريكيات.
2017: بيع المستشفى من شركة تينيت للرعاية الصحية لنظام الصحة الأكاديمي الأمريكي وهو أحد الشركات التابعة لشركة بالادين للرعاية الصحية.

## الخدمات والبرامج السريرية
يقدم مستشفى سانت كريستوفر خدمات الرعاية الصحية للأطفال منذ الولادة وحتى عمر الواحد وعشرون. وتتضمن خدمات الأطفال هذة تخصصات فرعية مثل: أمراض القلب والغدد الصماء والجهاز الهضمي والكلى وعلم الأعصاب والرئة والأورام والروماتيزم. يقدم المستشفى أيضاً خدمات جراحية للأطفال مثل: جراحة القلب والجراحة العامة وجراحة الأعصاب وجراحة العظام والجراحة التجميلية والترميمية. أفتتح المستشفى مركز من المستوى الأول لعلاج حالات الرضوخ للأطفال ووحدة عناية مركزة لحديثي الولادة من المستوى الثالث ومركز لعلاج حروق الأطفال. وتتضمن الخدمات والبرامج الأخرى  عمليات التدخل الجراحي المحدود ومركز للتليف الكيسي ومركز الأبحاث والعناية بفقر الدم المنجلي وبرنامج الإيدز ومركز إضطرابات النوم ومركز تقييم الأجنة.